# Magura Łomniańska
Magura Łomniańska – najwyższy szczyt Gór Sanocko-Turczańskich, o wysokości 1024 m n.p.m.
Leży na Ukrainie, nad dolinami rzek: Lechniowa, Mszanka i Dniestr. Jest to wybitny masyw o kilku kulminacjach, z których najwyższa leży w części środkowej. Na szczyt najlepiej dostać się z wsi Łopuszanka, Chaszczów lub Grąziowa.
Na szczycie znajdował się pomnik poświęcony żołnierzom Armii Czerwonej, atakujących z tego szczytu przez 3 miesiące 1944 r. pozycje armii niemieckiej i węgierskiej.
Przez północno-zachodnie stoki góry przebiega droga graniczna, w pobliżu której znajdują się pozostałości sistiemy – dawnego sowieckiego systemu ochrony granicy.